# Triunghiul de autostrăzi Potsdam

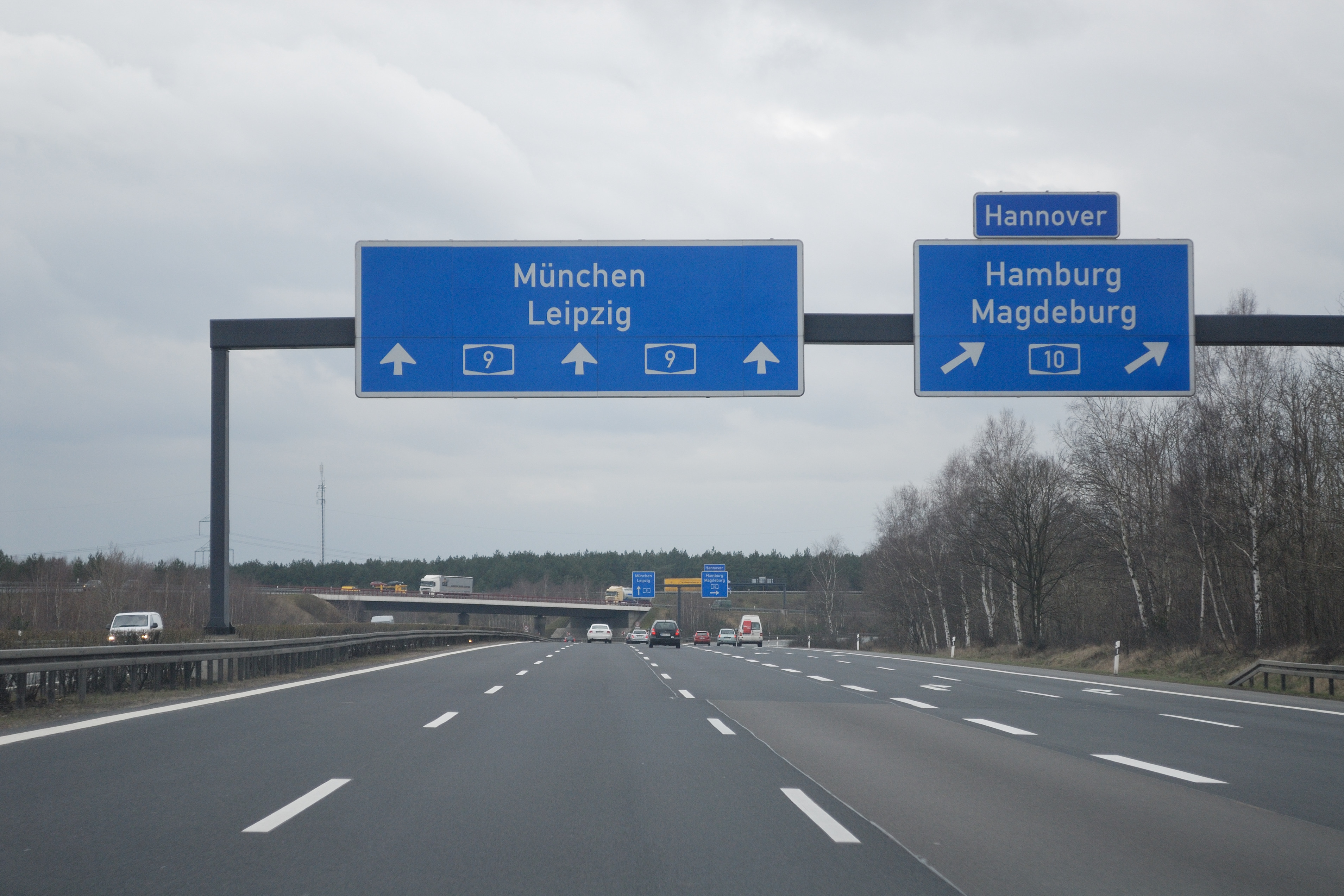
Vedere de pe A 9 spre TA Potsdam

Triunghiul de autostrăzi Potsdam (abreviere: AD Potsdam; forma scurtă: Dreieck Potsdam) este un triunghi de autostrăzi în landul Brandenburg în zona Metropolitană Berlin. Leagă A 10 (Berliner Ring / Inelul Berlinului) cu A 9 (Berlin–Leipzig–München), care începe aici.

## Geografie
Triunghiul este situat în comuna Schwielowsee din districtul Potsdam-Mittelmark. Orașele și comunitățile din jur sunt Beelitz, Werder (Havel) și Seddiner See. Este situat la aproximativ 45 km sud-vest de centrul orașului Berlin, la aproximativ 15 km sud-vest de Potsdam și la aproximativ 115 km nord de Leipzig.
Cele mai apropiate parcuri naturale sunt Nuthe-Nieplitz și Hoher Fläming.
Triunghiul autostrăzii Potsdam are intersecția numărul 1 pe A 9 și numărul 19 pe A 10.

## Istoric
În 1937, triunghiul autostrăzii a fost deschis traficului ca parte a Inelului Berlinului. Acest lucru însemna că acum exista o rută Reichsautobahn complet finalizată de la Hanovra la Michendorf. Triunghiul de autostrăzi a fost probabil finalizat constructiv la această dată. În cursul anului 1938, a fost deschisă ruta de aici prin Dessau până la Schkeuditzer Kreuz (ca parte a A 9 de astăzi), astfel încât acum era posibil să se circule continuu pe autostradă până la München.
Triunghiul a fost numit Triunghiul Potsdam doar din 1990. Anterior se vorbea despre bifurcația Leipzigului sau, în vremurile RDG de mai târziu, bifurcația Leipzig; a făcut parte din ruta de tranzit între Berlinul de Vest și punctele de trecere a frontierei Helmstedt/Marienborn, Wartha/Herleshausen și Rudolphstein/Hirschberg. Triunghiul are forma actuală abia de la mijlocul anilor 1990. Anterior aceasta era o trompetă orientată pe stânga, cu linia continuă care ducea de la Berlin spre Leipzig.

## Forma constructivă și stare de extindere
A 9 are șase benzi de circulație în această zonă. A 10 are șase benzi de circulație în direcția vest până la triunghiul de autostrăzi Werder, șapte benzi în direcția est și patru benzi spre sud. Toate rampele de legătură au două benzi de circulație.
Triunghiul de autostrăzi a fost proiectat ca un triunghi complet în formă de Full-Y.
Drumul principal se arcuiește spre sud-vest și leagă A 10 care vine de la est cu A 9 care merge spre sud.